# Nodjialem Myaro
Nodjialem Myaro (Yamena, 5 de septiembre de 1976) es la presidenta de la Liga Femenina de Balonmano francesa y una ex jugadora de balonmano francesa, campeona del Mundo en 2003 y miembro del Salón de la Fama.

## Presidenta de la Liga Francesa
Desde el 2013 es la presidenta de la Liga Femenina de Balonmano, el equipo ejecutivo del balonmano profesional francés, tras la muerte de Patricia Saurina. Desde el 2021 es miembro del Comité ejecutivo de la EHF representando el balonmano femenino.

## Trayectoria como jugadora
Nacida en Chad, se trasladó con su familia a Tolouse cuando solo tenía 2 años. Criada en la cantera del TCMS (actualmente TFH), fue Olivier Krumbholz el que consiguió que Myaro jugara en el ASPTT Metz.
Como jugadora debutó con la camiseta de Francia a en 1996 y fue una de las integrantes de la gran selección francesa que consiguió la medalla de oro en el mundial de 2003 y de plata en el de 1999.
Participó en dos Juegos Olímpicos (2000 y 2004) quedándose a las puertas de la medalla olímpica en 2004 al quedar en cuarta posición. Tras los Juegos Olímpicos de Atenas 2004 y tras la intención de Krumbholz de rejuvenecer el equipo, Myaro dejó de ser llamada con las Bleues.
Dejó el balonmano en 2013 y, desde entonces, vive en la Costa Azul.
En 2023 fue una de las primeras integrantes del Salón de la Fama de la EHF.

### Clubes
- 1991-1995:  TCMS de Toulouse
- 1995-2002:  ASPTT Metz
- 2002-2005:  Kolding IF
- 2005-2006:  Le Havre AC
- 2006-2007:  Plan-de-Cuques
- Excedencia por embarazo
- 2009-2010:  HBC St Pierre
- 2010-2013:  OGC Niza

## Palmarés

### Títulos de clubes
- 5 x Campeonato de Liga Francés (1996,1997, 1999, 2000, 2002)
- 3 x Copa de Francia (1998, 1999, 2006)

### Títulos con la selección
- 1 x  Medalla de Oro en el Campeonato del Mundo (2003)
- 1 x  Medalla de Plata en el Campeonato del Mundo (1999)
- 1 x  Medalla de Bronce en el Campeonato de Europa (2000)
- 2 x  Medalla de Oro en los Juegos del Mediterráneo (1997 y 2001)

### Galardones individuales
- Dama de la Orden Nacional del Mérito[6]

## Vida
Terminó su carrera de Psicología y reparte su tiempo entre la Presidencia de la Liga Francesa, y su puesto de psicóloga en el TFC. Myaro comenzó a ejercer como psicóloga en 2005, cuando jugaba en Le Havre. Fue en un centro municipal de acción social para ayudar a las mujeres a reintegrarse en la sociedad después de su salida de prisión o en Niza, con niños pequeños en dificultades. Al mismo tiempo, trabajó en el seguimiento psicológico de los deportistas en rehabilitación en Creps de Boulouris, en Var.